# Zlatko Grgić
Zlatko Grgić (Zagreb, 21. lipnja 1931. – Toronto, 4. listopada 1988.), hrvatski autor crtanih filmova i karikatura.

## Biografija
Apsolvirao je pravo i studirao na Višoj novinarskoj školi. Crtanim filmom bavio se od 1951., i to najprije kao crtač i animator, a samostalno je režirao od 1964. ("Muzikalno prase", "Izumitelj cipela", "Veliki i mali"). Ostvario je više filmova u korežiji te nekoliko epizoda serije o profesoru Baltazaru. U Kanadi je korežirao film "Lutka snova" koji je nominiran za Oscara. Jedan je od vodećih autora drugog naraštaja Zagrebačke škole crtanog filma, a nagrađen je na brojnim međunarodnim festivalima. 

## Stil
Stil mu odlikuju razbarušen crtež, dinamična animacija i sklonost prema strukturi gega, iako se u suradnji s drugim redateljima prilagođavao njihovu stilu.